# Manolo, guardia urbano
Manolo, guardia urbano es una película española dirigida por Rafael J. Salvia en 1956. 

## Argumento
Ambientada en el Madrid de los años 50, la película narra la historia de Manolo Martínez (Manolo Morán), un guardia urbano bonachón y querido por los vecinos, que recibe con alegría la noticia de la llegada de su primer hijo tras veinte años de matrimonio. Sin embargo, esa misma noticia es percibida con recelo por Paloma (Luz Márquez), su hija adoptiva, que teme perder el cariño de Manolo ante la llegada del nuevo hermano.
El día del bautizo se produce una enorme confusión de horarios al coincidir la hora asignada con la de otro bautizo: el del niño de una familia acomodada. A consecuencia del caos, los niños son involuntariamente intercambiados. Sólo al regreso a casa, Dolores, la madre (Julia Caba Alba) repara en la desgracia.
Manolo y sus amigos Rafael y Felipe (Tony Leblanc y Ángel de Andrés) recorren el barrio de El Viso, en busca de pistas. Tras algunas peripecias y con ayuda de Don Andrés, el párroco (José Isbert), se reparará el entuerto. Además, Manolo recupera su destino en la céntrica Plaza de la Cibeles, de la que había sido retirado al extremo barrio de Vallecas cuando se demuestra falsa la acusación del pérfido pretendiente de Paloma.

## Premios
Luz Márquez recibió el Premio Jimeno del Círculo de Escritores Cinematográficos como actriz revelación.

## Reparto
| Intérprete              | Personaje                                |
| ----------------------- | ---------------------------------------- |
| Manolo Morán            | Manolo Martínez, el guardia urbano       |
| Tony Leblanc            | Rafael, el dependiente de la mantequería |
| Ángel de Andrés         | Felipe, el limpiabotas                   |
| Antonio Riquelme        | Orfeo, el concertista                    |
| Luz Márquez             | Paloma, hija adoptiva de Manolo          |
| Julia Caba Alba         | Dolores Luján, la esposa de Manolo       |
| Mariano Azaña           | Capitán                                  |
| Nicolás D. Perchicot    | Coronel                                  |
| Mercedes Muñoz Sampedro | Angustias, hermana de Manolo             |
| Mariano Ozores          | Jacinto                                  |
| Mario Morales           | Cartero                                  |
| Fernando Nogueras       | Don Agustín Camacho                      |
| Rafael Arcos            | fael Arcos Armando                       |
| Francisco Bernal        | Gurriato                                 |
| Pastor Serrador         | Antero                                   |
| Rafael Bardem           | Presidente editorial                     |
| Casimiro Hurtado        | El Chirla                                |
| Aníbal Vela             | Director                                 |
| Santiago Rivero         | Jefe de sector                           |
| Antonio Casas           | Jefe del servicio                        |
| José Sepúlveda          | Señor                                    |
| Jesús Guzmán            | Sr. Jiménez                              |
| Luisa Puchol            | Justina, la portera                      |
| Celia Condado           | Madrina                                  |
| Lucía Prado             | Celia                                    |
| Juan Antonio Riquelme   | Secretario                               |
| Antonio Ozores          | Recepcionista de hotel                   |
| Jesús Colomer           | Botones                                  |
| Pedro Valdivieso        | Conserje 1º                              |
| Luis Sánchez Polack     | Gervasio, el criado fúnebre              |
| Joaquín Portillo 'Top'  | Minuto                                   |
| Mari Sol Luna           |                                          |
| Mari Carmen Somoza      |                                          |
| Hebe Donay              |                                          |
| María del Pilar Armesto |                                          |
| Carmen Moreno           |                                          |
| Matilde Artero          | Vieja 1ª                                 |
| María Sánchez Aroca     | Doña Consolación                         |
| María Dolores Cabo      |                                          |
| Julio Goróstegui        | Comisario                                |
| Miguel Ángel Fernández  |                                          |
| Tomás Martín Cao        | Funcionario                              |
| José Calvo              | Conductor despistado                     |
| Joaquín Vidriales       |                                          |
| José Riesgo             | Cliente 1º                               |
| Tomás Torres            |                                          |
| José del Palacio        |                                          |
| Paquito Amor            | Felipín (niño)                           |
| Fernando Rodríguez      | Pepito                                   |
| María Pilar Bautista    | Carmencita (niña)                        |
| Abdón Pascual           | Niño                                     |
| Félix Pérez             | Niño                                     |
| Isabel Peña             | Niña                                     |
| José Isbert             | Don Andrés, el sacerdote                 |